# Čtyři Dvory (obchodní a zábavní centrum)

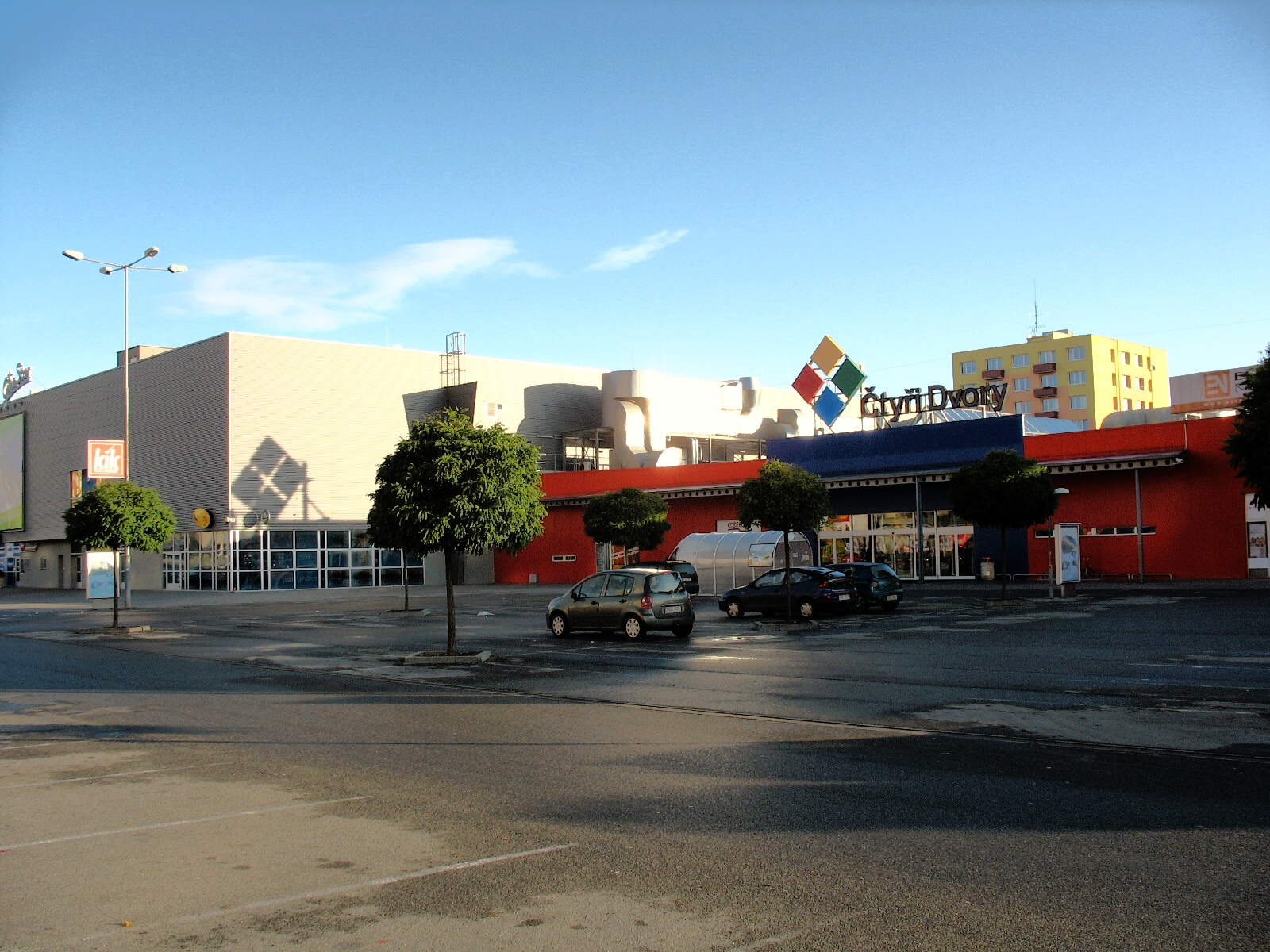
Obchodní a zábavní centrum Čtyři Dvory

Čtyři Dvory jsou obchodní a zábavní centrum na sídlišti Máj v Českých Budějovicích (místní část České Budějovice 2). Nachází se v ulici Milady Horákové (č. p. 1498). Jeho součástí je i jedno multikino z celkových dvou v Českých Budějovicích (druhé multikino se nachází v Obchodním centru Igy na Pražské třídě) a jedno z celkových tří kin ve městě (třetí je kino Kotva na Lidické třídě).

## Historie
Výstavba centra byla zahájena v roce 2000, investorem a developerem byla NPČB s. r. o. Stavbu realizovala firma Hochtief. Centrum bylo otevřeno na jaře 2002. Od 7. prosince 2007 je jeho vlastníkem ČS nemovitostní fond obhospodařovaný spol. REICO IS ČS.
Otevření multikina s celkovou kapacitou 1400 diváků znamenalo obrovskou konkurenci pro ostatní českobudějovické biografy, kterým klesla návštěvnost. Ještě v roce 2002 bylo z tohoto důvodu uzavřeno kino Vesmír, v roce 2011 skončilo letní kino Háječek a ukončení provozu hrozí i kinu Kotva, v tom případě by multikino Cinestar ve Čtyřech Dvorech zůstalo jediným biografem v Českých Budějovicích.

## Části komplexu
Centrum Čtyři Dvory se skládá ze dvou vzájemně propojených budov a zastavěná plocha činí 14 tisíc m².
Zábavní komplex tvoří Multikino Cinestar - 8 kinosálů v nadzemním podlaží, Campus bowling - v suterénu. Komplex je obchodní pasáží (s 15 obchody) propojený se supermarketem Albert. Dále se v centru nachází 6 restaurací a kaváren, kosmetický salón, dětský koutek a pobočka Raiffeisen bank.